# IC 1515
IC 1515 est une galaxie spirale barrée située dans la constellation des Poissons. Sa vitesse par rapport au fond diffus cosmologique est de 6 317 ± 25 km/s, ce qui correspond à une distance de Hubble de 93,2 ± 6,5 Mpc (∼304 millions d'al). IC 1515 a été découverte par l'astronome américain Lewis Swift en 1891.
La classe de luminosité d'IC 1515 est I-II et elle présente une large raie HI. Elle est de plus une galaxie active de type Seyfert 2.
IC 1515 forme une paire de galaxies avec IC 1516. Il s'agit là sans doute d'une paire purement optique, IC 1516 étant plus lointaine, située à une distance de 102,05 ± 7,15 Mpc (∼333 millions d'al).